# The Tourist
The Tourist é um filme de ação e suspense de 2010, co-escrito e dirigido por Florian Henckel von Donnersmarck, e estrelado por Angelina Jolie e Johnny Depp. É baseado no filme de ação francês de 2005 Anthony Zimmer. A GK Films financiou e produziu o filme, com a Sony Pictures Worldwide Acquisitions lançando o filme na maioria dos países através da Columbia Pictures. O filme de US$100 milhões de orçamento arrecadou US$278 milhões na bilheteria em todo o mundo.
Apesar da recepção negativa dos críticos, o filme foi indicado para três prêmios do Globo de Ouro, enquanto houve debate se era um filme de comédia ou drama. Henckel von Donnersmarck repetiu constantemente que não se incluía em nenhum gênero, que este era "uma viagem romântica com elementos de suspense", mas que se tivesse que escolher um, escolheria a comédia.

## Sinopse
Elise Clifton-Ward (Angelina Jolie) é perseguida pela polícia francesa, enquanto trabalhava com a Scotland Yard, sob a direção do Inspetor John Acheson (Paul Bettany). Acheson passou anos caçando um velho amante de Elise, Alexander Pearce, que deve £744 milhões em impostos de dinheiro roubado da máfia russa, e que possivelmente realizou uma cirurgia plástica para alterar sua aparência completamente. Em um café, Elise recebe instruções escritas de Pearce: a bordo de um trem para Veneza, ela deveria escolher um homem e fazer a polícia acreditar que essa isca era ele. Elise queima a nota e, em seguida, consegue iludir a polícia a embarcar no trem.
No trem, Elise escolhe Frank Tupelo (Johnny Depp), um professor de faculdade de uma comunidade dos Estados Unidos. Ela passa muito tempo com ele, parecendo iniciar um romance. Entretanto, a polícia conseguiu salvar as cinzas de sua nota queimada, recuperando para extrair informações sobre o seu encontro e planos. Ciente de sua localização, mas não do plano, um informante da policia se comunica com Reginald Shaw (Steven Berkoff), um gângster de quem Pearce roubou US$2,3 bilhões, e conta que Pearce estaria viajando com Elise no trem para Veneza. Shaw prossegue imediatamente para Veneza.
Elise convida Frank para ficar com ela no quarto no Hotel Danieli, que foi reservado por ela em Veneza. Pearce deixa , ainda , instruções para Elise ir a um baile. Elise abandona Frank, que então é perseguido por homens de Shaw. Ao tentar fugir deles, Frank é detido pela polícia italiana de forma ostensiva, mas para sua própria segurança, só para um inspetor corrupto entregá-lo aos homens do Shaw em troca da recompensa que foi colocada pela cabeça do Pearce. Elise resgata Frank antes de ele ser entregue, levando os homens do Shaw em uma perseguição de barco estendida, até escapar. Ela deixa Frank no aeroporto com seu passaporte e dinheiro, pedindo-lhe para ele ir para casa para sua própria segurança.
Elise é revelada como uma agente disfarçada da Scotland Yard que estava sob suspensão por sua suspeita simpatia por Pearce. Por causa de seus medos por Frank, ela concorda em participar em uma operação. No baile como Elise vagueia por aí tentando Pearce ponto no meio do multidão, um envelope é colocado em cima da mesa na frente dela por um homem que rapidamente desaparece no meio do multidão. Elise vê que o envelope é para ela e acredita que o homem deve ser Pearce próprio. Ela tenta segui-lo através da multidão, chamando seu nome, mas é parada por Frank, que conseguiu entrar no evento. Frank afirma ser apaixonada por Elise e convida-la para dançar com ele, apenas rebocado pela polícia. Elise abre o envelope e encontra uma nota mencionando um ponto de encontro e, em seguida, cabeças em seu barco para este novo ponto de encontro; Shaw e seus homens segui-la em seu barco. Ambas as partes forem seguidas, discretamente, pela polícia em outro barco, Frank mantido algemado dentro para impedi-lo de obstruir a investigação.
Quando Elise chega ao destino, Shaw a leva como prisioneira, ameaçando com machucá-la, a menos que ela revele a localização do dinheiro roubado. A polícia monitora a situação dentro da sala de encontro através de links de áudio e vídeo. Apesar do perigo de Elise, Acheson repetidamente recusa pedidos da polícia de intervir com seus atiradores. Enquanto a polícia está ocupada no acompanhamento da situação, Frank escapa do barco da polícia e confronta Shaw, alegando ser Pearce e se oferecendo para abrir o cofre se Elise puder sair em segurança. Shaw é cético e ameaça que Frank deve abrir o cofre, se ele não quiser ver Elise ser cortada. O inspetor chefe Jones (Timothy Dalton) chega a vigília da polícia, substitui Acheson e ordena aos atiradores da polícia a atirar na sala, matando Shaw e seus homens. Jones então retira a suspensão de trabalho de Elise, mas em seguida, ela decide não continuar com o emprego.
Acheson recebeu uma mensagem de rádio alegando que Pearce foi encontrado não muito longe do mesmo ponto e corre para o local onde a polícia prendeu o suspeito. No entanto o homem afirma ser apenas um turista que recebia instruções pelo seu celular, principalmente para estar presente em determinados locais, em troca de pagamentos. Ao mesmo tempo Elise diz a Frank que o ama, mas que ela também ama Pearce. Frank então apresenta uma solução para o dilema; para a surpresa de Elise ele abre o cofre usando o código correto e, assim, revela ser na verdade Alexander Pearce. Ele e Elise pegam o dinheiro e fogem deixando no cofre um cheque com o valor devido em impostos, que são encontrados por um policial. Acheson se prepara para perseguir Pearce assim que descobre a verdade, mas Jones argumenta que com os impostos agora pagos o único crime de Pearce foi roubar o dinheiro de um gangster agora morto. Jones então ordena que o caso seja fechado, frustrando Acheson. Frank e Elise velejam rumo a uma nova vida juntos.

## Elenco
- Angelina Jolie como Elise Clifton-Ward.
- Johnny Depp como Frank Tupelo / Alexander Pearce.
- Paul Bettany como Insp. John Acheson.
- Timothy Dalton como Chefe Insp. Jones.
- Steven Berkoff como Reginald Shaw.
- Rufus Sewell como o inglês.
- Christian De Sica como Coronel Lombardi.
- Alessio Boni como Sargento Cerato.
- Daniele Pecci como Tenente Narduzzi.
- Giovanni Guidelli como Tenente Tommassini.
- Raoul Bova como Conde Filippo Gaggia.
- Igor Jijikine como Virginsky.
- Bruno Wolkowitch como Capitão. Courson.
- Marc Ruchmann como Brigadeiro Kaiser.
- Julien Baumgartner como Brigadier Ricuort.
- François Vincentelli como Brigadeiro Marion.
- Nino Frassica como Brigadeiro Mele.
- Neri Marcorè como Alessio, o concierge do hotel.
- Renato Scarpa como Arturo, a alfaiate.
- Maurizio Casagrande como Antonio, a garçom.

## Produção
O filme, que é baseado no filme de ação francês Anthony Zimmer, foi feito em cerca de 11 meses, desde o dia em que von Donnersmarck começou a reescrever o filme até o dia de sua estreia em Nova Iorque. A razão pela qual o filme foi feito em um curto espaço de tempo é que Johnny Depp devia voltar para o Havaí para começar a filmar o quarto filme da saga Piratas do Caribe. Razão a qual a pós-produção teve que ser feita rapidamente, já que todas as datas interessantes para lançar o filme foram reservadas para Pirates of the Caribbean: On Stranger Tides.
A gravação começou em 23 de fevereiro em Paris com Jolie, e em seguida, Veneza, onde Johnny Depp se juntou a equipe, em 1º de março.
O ministro francês da cultura Frédéric Mitterrand, visitou Florian Henckel von Donnersmarck no set de O Turista.

## Locações
O Turista foi filmado inteiramente em Paris e Veneza. Os locais, em ordem da narrativa, incluem:
Paris-
- Place des Victoires - apartamento de Elise.
- Place Boieldieu, Opéra Comique - passeio de Elise.
- Place Colette - prisão do Mensageiro de bicicleta.
- Place des Petits-Pères - onde Elise perde a van e entra no centro comercial.
- Galerie Vivienne - o shopping que Elise percorre.
- Passage Jouffroy - o shopping que Elise percorre.
- Rue Du 4th Septembre  - onde Elise entra na estação de metrô em Paris.
- Estação Gare de Lyon - onde Elise embarca no Freccia Rossa (que no filme viaja pela Toscana para Veneza)

Veneza-
- Estação de Venezia Santa Lucia -  onde Elise e Frank descem do trem separadamente.
- Fondamenta San Giovanni (Cipriani) - onde Elise convida Frank para bordo do barco Danieli.
- Palazzo Pisani Moretta - a fachada exterior e o interior do "Danieli".
- Hotel Danieli  - tudo o que foi usado do hotel real é o pátio interior.
- Palazzo Benzoni - a varanda de "Danieli" onde Frank fuma um cigarro eletrônico.
- Aeroporto Internacional Marco Polo - onde o jato de Reginald Shaw (Steven Berkoff's) aterriza.
- Pontile Bucintoro, Magazini del Sale - onde Reginald Shaw e seus homens descem do avião e pegam um barco para a cidade.
- Coleção Peggy Guggenheim - o terraço do museu foi transformado em um restaurante ao ar livre para o filme. Aqui, eles falam sobre o Deus Janus.
- Sant' Angelo Vaporetto Stop - a parada de ônibus aquático onde os gangsters russos olham Elise e Frank se beijando.
- Mercato della Frutta, Pescheria - é o mercado de frutas onde Frank cai sobre o toldo.
- Biblioteca Marciana- delegacia de polícia.
- Fondamenta Rio di San Francesco della Vigna - aqui Christian de Sica vende Johnny Depp para os bandidos.
- Madonna dell'Orto - a perseguição do grande barco.
- Scuola vecchia della Misericordia - onde a perseguição do barco acaba.
- Palazzo Loredan, Instituto Veneto - dentro casino de Reginald Shaw.
- Arsenal de Veneza - Sede da Interpol de Veneza.
- Praça de São Marcos - Frank/Alexander fuma o seu primeiro cigarro de verdade.
- Fondaco dei Turchi- onde Elise entra no baile, e onde a Interpol e o barco de Reginal Shaw está esperando.
- Palazzo Zeno - "Frank Tupelo" escala o balcão do Palazzo Zeno para entrar no apartamento de Alexander Pearce.
- Villa Effe, Giudecca - apartamento de Alexander Pearce com vista para o Piazza San Marco. É no Villa Effe que se passa o tiroteio final.

## Temas

### Simbolismo de Jano
O filme usa repetidamente o simbolismo centrado no deus romano Jano 
Durante o jantar em Veneza, Frank pergunta a Elisa sobre sua pulseira, e ela responde:
"Esse é o deus romano Jano. Minha mãe me deu quando eu era pequena. Ela queria me ensinar que as pessoas têm duas faces: uma boa, uma ruim, um passado, um futuro. E ambas temos que aceitar em uma pessoa que nós amamos."
O cofre no apartamento de Pearce está escondido atrás de um alívio de Jano.